# 井坂レオ
井坂 レオ（いさか レオ、1998年9月21日 - ）は、日本のプロレスラー。

## 所属
- Marvelous（2017年 - ）

## 経歴

### デビュー前
高校生の時にYoutubeに｢高校生プロレス｣｢高校生プロレス プロキング｣という動画の配信をし始める。その時のリングネームはハドーシャレオン。
2013年
- 地元栃木県にあるローカル団体であるイーグルプロレスの練習生となる[3]。

2016年
- Marvelousに入団してMarvelous男子部「Marvelous IMPACT」所属第1号となる[3]。

### デビュー後
2017年
- 4月15日、｢マーベラス旗揚げ1周年記念大会｣(晴海客船ターミナルホール)にて対ディック東郷戦でデビュー[4]。クリップラー・クロスフェイスで敗れる。(12分11秒)

2018年
- 12月16日、イーグルプロレスの｢イーグル認定タッグ王座決定トーナメント｣(栃木・小山市文化センターホール)にパートナー・香取貴大と出場。1回戦はイーグルソルジャー＆北爪秀俊組と対戦し、北爪秀俊に香取貴大が勝利(10分35秒、変形回転十字固め)。準決勝は吉田和則＆近藤博之組と対戦し、吉田和則に井坂レオが勝利(10分32秒、変形回転エビ固め)。決勝戦はクラッシャー高橋＆大野翔士組と対戦。香取貴大が大野翔士に敗戦(16分53秒、寿氷ドライバーからの片エビ固め)し、敗退。

2019年
- 1月13日、愛知・名古屋国際会議場イベントホールで近藤博之が持つ、イーグルプロレスの｢日本インディペンデントクルーザー級｣・｢アメリカスクルーザー級｣に挑戦。13分29秒、E.X.Bで敗れ、戴冠ならず。
- 4月9日、プロレスリングFREEDOMSの｢ヤングダムズワンデートーナメント2019｣に出場。1回戦でウルトラ・ソーキと対戦。5分13秒、ネックハンキングボムからの片エビ固めで敗戦し、トーナメント敗退。

2021年
- ZERO1｢第18回天下一Jr.｣(2021)に初出場。8月26日の1回戦で日力源太にシューティング・スター・プレスからの片エビ固め(10分41秒)で勝利するも、9月4日の2回戦でヒデ久保田に758iからの片エビ固め(15分9秒)で敗戦し、トーナメント敗退。
- 11月12日、ZERO1｢新木場大会｣(新木場1stRING)で、【王者】阿部史典の指名により「NWA世界&インターナショナルジュニアヘビー級王座」に挑戦。お卍固め(13分57秒)で敗北し、戴冠ならず。

2022年
- ZERO1｢CHONOキャンプ｣(2022)に初出場。3月27日のvs佐藤考亮は佐藤考亮の発熱による欠場で不戦勝。4月2日のvs馬場拓海は勝利。4月3日のvs十文字アキラは垂直落下式ブレインバスターからの体固め(10分11秒)で勝利。4月30日のvs北村彰基はダルマ式ジャーマンスープレックスホールドで敗戦。決勝戦進出とはならなかった。
- 2017年以来のリーグ戦となった、ZERO1｢第19回天下一Jr.｣(2022)に出場。(Aブロック)　9月9日の1試合目のvs北村彰基はシューティング・スター・プレスからの片エビ固め(15分39秒)で勝利。9月10日の2試合目vs政岡純はAmbitionsからのエビ固め(11分00秒)で敗北。10月2日の3試合目vs横山佳和は変形丸め込み(3分30秒)で勝利。10月19日の4試合目vsアストロマンはエビ固め(10分25秒)で敗北。10ポイントを獲得するも決勝進出ならず。
- 10月30日、 栃木プロレス「栃木市・初のビッグマッチ！『とちぎハロウィン・スマイル祭り』」(栃木市警察署跡地)において、【王者組】 太嘉文＆松永準也が持つZERO1の「NWAインターコンチネンタルタッグ王座」に北村彰基とのタッグ「赤と青のタッグチーム」で挑戦。一意専心(20分00秒)で北村彰基が太嘉文に敗北し、戴冠ならず。
- プロレスリングFREEDOMSの初代「KING of FREEDOM WORLD JUNIOR HEAVY WEIGHT王座」を決める「KFCジュニア初代王者決定トーナメント」に出場。11月9日に行われた一回戦vsドラゴン・リブレは公認ヨシタニックからのエビ固め(8分48秒)で敗北。一回戦敗退。
- ZERO1｢風林火山タッグトーナメント(2022)に、パートナー・北村彰基との「赤と青のタッグリーム」で出場。11月11日に行われた一回戦はヤス久保田＆ヒデ久保田の「久保田ブラザーズ」と対戦。758iからの片エビ固め(13分39秒)で、井坂レオがヒデ久保田に敗北。一回戦敗退。

2023年
- 1月1日、ZERO1｢謹賀新年｣興行(後楽園ホール)において、アストロマンが持つ「NWA世界&インターナショナルジュニアヘビー級王座」に挑戦。シューティング・スター・プレスからの片エビ固め(12分3秒)で勝利し、「NWA世界&インターナショナルジュニアヘビー級王座」(第128代&第28代)となる。これがキャリア初のタイトル戴冠である。
- 1月27日、ZERO1｢新木場大会｣(新木場1stRING)で、「NWA世界&インターナショナルジュニアヘビー級王座」防衛戦。【挑戦者】馬場拓海にシューティング・スター・プレスからの片エビ固め(14分6秒)で勝利し、初防衛に成功。防衛後、星野良の挑戦表明を受け、次回防衛戦は、2月10日の「新木場大会」に決定。しかし、2月10日「新木場大会」は関東地方大雪のため大会中止となり、2月23日の栃木プロレスにて防衛戦が行われることに。
- 2月23日、 栃木プロレス「闘始め2023」新春黄金シリーズ(栃木県総合文化センター)において、「NWA世界&インターナショナルジュニアヘビー級王座」防衛戦。【挑戦者】星野良にシューティング・スター・プレスからの体固め(11分57秒)で勝利し、2度目の防衛に成功。
- 5月6日、押忍PREMIUM「PRO-WRESTLING SHOW～子供たちに夢を!希望を!～大谷晋二郎応援大会」(ベルサール高田馬場)において、「NWA世界&インターナショナルジュニアヘビー級王座」防衛戦。【挑戦者】高岩竜一にフランケンシュタイナー(12分48秒)で勝利し、3度目の防衛に成功。 防衛後、北村彰基が挑戦表明。天下一Jr.2022覇者との頂上決戦が行われることに。
- 6月15日、栃木プロレス2周年記念シリーズvol.2「原点回帰」(オリオンスクエア)において、「NWA世界&インターナショナルジュニアヘビー級王座」防衛戦。【挑戦者】北村彰基にシューティング・スター・プレスからの片エビ固め(28分30秒)で勝利し、4度目の防衛に成功。防衛後、馬場拓海が挑戦表明し、次期挑戦者に決定。
- 7月15日、第23回「ZERO1真夏の祭典火祭り2023」馬場拓海デビュー5周年記念&地元新潟凱旋大会（新潟市東区プラザ）にて【挑戦者】馬場拓海にBBボム→エビ固め(17分50秒)で敗れ、タイトルを失う。

2024年
- 5月18日、栃木プロレス県庁前大会、ZERO1火祭りと同時開催のジュニアタッグトーナメントにリル・クラーケンとのチーム栃木タッグで挑んだが、吉岡世起と児玉裕輔のタッグに敗れ初戦敗退。

2025年
- 1月5日、栃木プロレスのbright future初代王者決定戦1回戦で松永準也に敗退。右足親指の脱臼骨折判明により約1ヶ月欠場し、2月4日の対PSYCHO戦で復帰。

## タッグ
赤と青のタッグチーム
栃木プロレスの北村彰基とのタッグ。詳細は北村彰基のページを参照。
チーム栃木
リルクラーケンや香取貴大らと組むときに使用。井坂以外の二人のタッグでも使われる。

## 得意技
- シューティング・スター・プレス
- ライブレード
- メテオーロ
- スワンダイブ式フライング・フォー・アーム
- ドロップキック

## タイトル歴
プロレスリングZERO1
- NWA世界&インターナショナルジュニアヘビー級王座（第128代&第28代）

## 入場曲
- SAKURA VICTORY ／ TVアニメ「世界でいちばん強くなりたい!」ヒロイン・萩原さくらの入場曲（オリジナルバージョン）

## テレビ出演
- 茨城スペシャル「プロレスに生きる夢〜夢を託したドロップキック」（NHK水戸放送局） 2017年4月21日
- 読売テレビ「秘密のケンミンSHOW極」（餃子を横目に鹿沼でシウマイ 足並みそろわぬ栃木県民の真実） 2023年4月13日/街録出演